# Rocket Lake
Rocket Lake is een microarchitectuur ontworpen en geproduceerd door het Amerikaanse bedrijf Intel. Het is de basis van de elfde generatie Intel Core series voor werkstations en consumentencomputers en is de opvolger van het gedateerde Skylake. Rocket Lake is gebouwd op Intels 14nm-transistor. Het is de laatste generatie die deze transistor zal gebruiken. De kernen dragen de codenaam 'Cypress Cove'.

## Architectuur
De kernen die in Rocket Lake-processoren gebruikt worden hebben hun eigen codenaam gekregen die Cypress Cove heten. Dit is eigenlijk Sunny Cove, ook wel bekend als Ice Lake, alleen dan gebakken op 14 nm, in plaats van 10 nm waarop Sunny Cove is geproduceerd. Intel noemt dit zelf een backport of retrofit. Dit heeft ervoor gezorgd dat de chip zelf erg groot is geworden in pure vierkante millimeters, en maar net past in het socket, LGA 1200. Omdat chip te groot is voor de hittespreiders van de tiende generatie (ook LGA 1200), werd een nieuwe ontworpen en gebruikt. 
Er zijn ook verschillende functies toegevoegd aan Rocket Lake, die bij Comet Lake nog ontbraken. Een van de twee en ongetwijfeld de meest genoemde is de aanwezigheid van PCIe 4.0. Dit zorgt voor de mogelijkheid om de nieuwste en snelste grafische kaarten, SSD's en expansion cards toe te voegen. Ook AVX-512 is present voor workstations.
De nieuwe ingebouwde grafische chip is gebaseerd op de Xe architectuur. In de Core i9, i7 en i5 APU's is een ingebouwde videochip met 32 'execution units', behalve de Core i5-11400, die heeft 24 van deze EU's. Deze GPU's krijgen de namen UHD 750 en UHD 730. UHD 750 is het exemplaar met 32 EU's, UHD 730 heeft er 24.

## Tiger Lake
Aan de mobiele kant van de elfde generatie Intel Core staat Tiger Lake. De chips voor dunne lichte en energiezuinige laptops zijn in het laatste kwartaal van 2020 door Intel de wereld in geluid, deze hebben vier kernen. De versies met zes en acht kernen zijn in het tweede kwartaal van 2021 uitgekomen. De kernen hebben de codenaam 'Willow Cove' en hebben IPC-verbeteringen met betrekking tot voorganger Ice Lake, deze bedragen ongeveer 5%. Tiger Lake is in tegenstelling tot Rocket Lake gebaseerd op het nieuwste 10nm Superfin procedé van Intel. Bovendien zijn er drastische verbeteringen in kloksnelheid vergeleken met Ice Lake.
| Model                 | Kernen / threads | Kloksnelheid (boost)            | Cache | Familie |
| --------------------- | ---------------- | ------------------------------- | ----- | ------- |
| Intel Core i9-11980HK | 8 / 16           | 2,6 GHz (5,0 GHz)               | 24 MB | TGL-H45 |
| Intel Core i9-11900H  | 8 / 16           | 2,5 GHz (4,9 GHz)               | 24 MB | TGL-H45 |
| Intel Core i7-11800H  | 8 / 16           | 2,4 GHz (4,6 GHz)               | 24 MB | TGL-H45 |
| Intel Core i7-11600H  | 6 / 12           | 2,9 GHz (?)                     | 12 MB | TGL-H45 |
| Intel Core i5-11400H  | 6 / 12           | 2,7 GHz (4,5 GHz)               | 12 MB | TGL-H45 |
| Intel Core i5-11260H  | 6 / 12           | 2,6 GHz (4,4 GHz)               | 12 MB | TGL-H45 |
| Intel Core i7-11375H  | 4 / 8            | Dynamisch vastgesteld (5,0 GHz) | 12 MB | TGL-H35 |
| Intel Core i7-11370H  | 4 / 8            | Dynamisch vastgesteld (4,8 GHz) | 12 MB | TGL-H35 |
| Intel Core i5-11300H  | 4 / 8            | Dynamisch vastgesteld (4,4 GHz) | 8 MB  | TGL-H35 |
| Intel Core i7-1185G7  | 4 / 8            | Dynamisch vastgesteld (4,8 GHz) | 12 MB | TGL-U   |
| Intel Core i7-1165G7  | 4 / 8            | Dynamisch vastgesteld (4,7 GHz) | 12 MB | TGL-U   |
| Intel Core i5-1145G7  | 4 / 8            | Dynamisch vastgesteld (4,4 GHz) | 8 MB  | TGL-U   |
| Intel Core i5-1135G7  | 4 / 8            | Dynamisch vastgesteld (4,2 GHz) | 8 MB  | TGL-U   |
| Intel Core i3-1115G4  | 2 / 4            | Dynamisch vastgesteld (4,1 GHz) | 6 MB  | TGL-U   |

## Rocket Lake's verbeteringen tegenover Comet Lake (Skylake)
- Nieuwe Cypress Cove cores
- Tot 19% IPC verbeteringen tegenover Comet Lake
- Nieuwe geheugencontroller 
  - Geheugensnelheden tot 3200 MHz
- PCIe 4.0 ondersteuning
  - Tot 20 'lanes' voor snellere SSD's en Grafische kaarten
- Nieuwe Xe grafische processor
  - Tot ongeveer 50% snellere grafische prestaties
- Nieuwe Media-encoders[2]
- Verbeterde schermresoluties
- Intel Deep Learning Boost Uiteindelijke prestatieverbetering ligt tussen 5 en 25 procent.[3] In bepaalde taken is een teruggang in prestaties t.a.v. Comet Lake.

## Rocket Lake specificaties[4]
| Model                    | Kernen | Threads | Kloksnelheid      | Cache | Codenaam kernen    | Gelanceerd    | Grafische processor    |
| ------------------------ | ------ | ------- | ----------------- | ----- | ------------------ | ------------- | ---------------------- |
| Intel Core i9-11900K     | 8      | 16      | 3,5 GHz (5,3 GHz) | 16 MB | Cypress Cove       | 30 maart 2021 | Intel UHD Graphics 750 |
| Intel Core i7-11700K     | 8      | 16      | 3,4 GHz (5,0 GHz) | 16 MB | Cypress Cove       | 30 maart 2021 | Intel UHD Graphics 750 |
| Intel Core i5-11600K     | 6      | 12      | 3,8 GHz (4,9 GHz) | 12 MB | Cypress Cove       | 30 maart 2021 | Intel UHD Graphics 750 |
| Intel Core i5-11500      | 6      | 12      | 2,7 GHz (4,6 GHz) | 12 MB | Cypress Cove       | 30 maart 2021 | Intel UHD Graphics 750 |
| Intel Core i5-11400      | 6      | 12      | 2,8 GHz (4,4 GHz) | 12 MB | Cypress Cove       | 30 maart 2021 | Intel UHD Graphics 730 |
| Intel Core i3-10325      | 4      | 8       | 3,9 GHz (4,7 GHz) | 8 MB  | Comet Lake refresh | 30 maart 2021 | Intel UHD Graphics 630 |
| Intel Core i3-10305      | 4      | 8       | 3,8 GHz (4,5 GHz) | 8 MB  | Comet Lake refresh | 30 maart 2021 | Intel UHD Graphics 630 |
| Intel Core i3-10105      | 4      | 8       | 3,7 GHz (4,4 GHz) | 6 MB  | Comet Lake refresh | 30 maart 2021 | Intel UHD Graphics 630 |
| Intel Xeon W-1370        | 8      | 16      | 2,9 GHz           | 16 MB | Cypress Cove       | Q2 2021       | Geen aanwezig          |
| Intel Xeon W-1390        | 8      | 16      | 2,8 GHz           | 16 MB | Cypress Cove       | Q2 2021       | Geen aanwezig          |
| Intel Xeon W-1390T       | 8      | 16      | 1,5 GHz           | 16 MB | Cypress Cove       | Q2 2021       | Geen aanwezig          |
| Intel Xeon W-1350P       | 6      | 12      | 4,0 GHz           | 12 MB | Cypress Cove       | Q2 2021       | Geen aanwezig          |
| Intel Xeon W-1350        | 6      | 12      | 3,3 GHz           | 12 MB | Cypress Cove       | Q2 2021       | Geen aanwezig          |
| Intel Pentium Gold G6605 | 2      | 4       | 4,3 GHz           | 4 MB  | Comet Lake refresh | 30 maart 2021 | Intel UHD Graphics 630 |
| Intel Pentium Gold G6505 | 2      | 4       | 4,2 GHz           | 4 MB  | Comet Lake refresh | 30 maart 2021 | Intel UHD Graphics 630 |
| Intel Pentium Gold G6405 | 2      | 4       | 4,1 GHz           | 4 MB  | Comet Lake refresh | 30 maart 2021 | Intel UHD Graphics 630 |